# Born of the Flickering
Born of the Flickering debitantski je studijski album norveškog black metal-sastava Old Man's Child. Album je 1996. godine objavila diskografska kuća Hot Records.

## O albumu
Album je snimljen i miksan u studiju 3 u Norveškoj te je masteriran u studiju Strype. 
Budući da je sastav 1996. godine potpisao ugovor s diskografskom kućom Century Media Records, album je iste godine bio ponovno objavljen s drugačijom naslovnicom. 
Ovo je također i posljednji album skupine na kojem pjevač i glavni skladatelj pjesama grupe Galder koristi pseudonim Grusom.

## Popis pjesama
| 1.    | »Demons of the Thorncastle«                     | Grusom  | Grusom, Jardar | 4:47 |
| 2.    | »Swallowed by a Buried One«                     | Aldrahn | Grusom         | 4:52 |
| 3.    | »Born of the Flickering«                        | Aldrahn | Grusom         | 5:06 |
| 4.    | »King of the Dark Ages«                         | Grusom  | Grusom         | 5:27 |
| 5.    | »Wounds from the Night of Magic« (Instrumental) |         | Grusom, Jardar | 3:29 |
| 6.    | »On Through the Desert Storm«                   | Aldrahn | Grusom         | 4:20 |
| 7.    | »Christian Death«                               | Aldrahn | Grusom         | 4:56 |
| 8.    | »Funeral, Swords and Souls«                     | Aldrahn | Grusom         | 4:57 |
| 9.    | »The Last Chapter«                              | Grusom  | Grusom         | 4:42 |
| 10.   | »...Leads to Utopia / The Old Man's Dream«      | Aldrahn | Grusom         | 8:45 |
| 51:21 |                                                 |         |                |      |

## Zasluge
| Old Man's Child - Grusom – vokali (na pjesmama 1-4 i 6-9), gitara, klavijature - Jardar – gitara - Tjodalv – bubnjevi - Aldrahn – vokali (na pjesmama 2, 3, 7, 8 i 10) - Gonde – bas-gitara, prateći vokali Dodatni glazbenici - Toril Snyen – vokali - Toril Snyen – gitara (na pjesmama 5 i 6) | Ostalo osoblje - Media Logistics – raspored ilustracija, dizajn (na reizdanoj inačici) - Tom Sennerud – produkcija, inženjer zvuka - Vargnatt – mastering - Christophe Szpajdel – logotip |